# Bukowe Wzgórze
Bukowe Wzgórze – wzgórze, wzniesienie, położone w obrębie Wzgórz Trzebnickich, w mikroregionie Grzbietu Trzebnickiego, w ramach pasma o nazwie Lesiste Wzgórza. Znajduje się w gminie Wisznia Mała. Jego wierzchołek położony jest na wysokości bezwzględnej wynoszącej 202,0 m n.p.m.

## Położenie i otoczenie
Bukowe Wzgórze jest częścią Wzgórz Trzebnickich, będących mezoregionem o identyfikatorze 318.44 (według regionalizacji fizycznogeograficznej opracowanej przez Jerzego Kondrackiego), należących do Wału Trzebnickiego (makroregion o indeksie 318.4). W ramach tych Wzgórz Trzebnickich wyróżnia się także mikroregion, obejmujący Bukowe Wzgórze – Grzbiet Trzebnicki (mikroregion o indeksie 318.444). Wzniesienie to leży w paśmie Lesistych Wzgórz. Pod względem regionalizacji przyrodniczo-leśnej wzgórze położone jest w mezoregionie Wzgórz Trzebnicko-Ostrzeszowskich.
Natomiast pod względem podziału administracyjnego wzniesienie jest położone na terenie gminy Wisznia Mała, w obrębie ewidencyjnym Mienice. Gmina ta przynależy do powiatu trzebnickiego w województwie dolnośląskim.
Na południe od Bukowego Wzgórza położone są kolejne wzniesienia Lesistych Wzgórz, w tym jedno z nazwą własną po stronie południowo-wschodniej – Lisia Góra. Pasmo rozciąga się także w kierunku północnym, a najbliższym nazwanym wzniesieniem w tym kierunku jest Płaski Szczyt.

## Charakterystyka
Najwyższy punkt Bukowego Wzgórza osiąga wysokość bezwzględną wynoszącą 202,0 m n.p.m. Wzniesienie pokryte jest lasem. Podlegają one nadleśnictwu Oborniki Śląskie, leśnictwu Pęgów. Są to tak zwane Wilczyńskie Lasy. Jest to las ochronny, który w rejonie wierzchołka wzniesienia według typu siedliskowego lasu klasyfikowany jest jako bór mieszany świeży. Przez masyw wzniesienia przebiegają szlaki turystyczne, w tym piesze, rowerowe i konne.

## Nazwa
Nazwa własna – Bukowe Wzgórze – jest nazwą niestandaryzowaną. Została ustalona i ujęta w państwowym rejestrze nazw geograficznych na podstawie wywiadu terenowego. Odnosi się ona do ukształtowania terenu określonego w tym rejestrze jako wzgórza, wzniesienia. W rejestrze tym przypisano jej identyfikator: PRNG – 235574, identyfikator IIP – PL.PZGiK.320.NGRP.235574. Podaje on następujące współrzędne geograficzne punktu głównego wzniesienia: szerokość geograficzna – 51°16'25" N, długość geograficzna – 16°58'30" E. W rejestrze tym jest ważna od 11.02.2015 r.